# ОШ „Бранко Радичевић” Шид
ОШ „Бранко Радичевић” Шид основана је 1982. године. У саставу школе су издвојена одељења у Гибарцу, Бачинцима и Кукујевцима. Ученици виших разреда из Гибарца путују у матичну школу.

## Матична школа
У матичној школи школска зграда има површину од 5.650m² и школско двориште са спортским теренима. Разредна настава се реализује у 13 учионица од којих се једна користи за продужени боравак, а предметна настава у 15 учионица и 5 кабинета. Школа поседује фискултурну салу, библиотеку са читаоницом и кабинет за информатику. Такође постоји и школска кухиња са трпезаријом, просторије за психолога и педагога, зборница за наставнике, канцеларије за директора, секретара и помоћника директора и финансијско-рачуноводствену службу.
Један део простора у матичној школи у Шиду уступљен је на коришћење основној музичкој школи „Филип Вишњић” Шид. У свим школским објектима део простора користе и одељења предшколске установе „Јелица Станивуковић Шиља” Шид.

## Издвојено одељење у Гибарцу
Издвојено одељење у Гибарцу је четвогододишња школа у којој ученици похађају наставу од првог до четвртог разреда. За наставу се користе две учионице, зборница и кухиња, а једну наменску учионицу користи предшколска група. У учионицама су смештени ормари са потребном литературом и приручницима. У оквиру простора школе постоји и једна припремна просторија (зборница) и кухиња за припрему хране за ученике.

## Издвојено одељење у Бачинцима
Издвојено одељење у Бачинцима је осмогодишња школа. За наставу се користе: 4 учионице, 1 кабинет, трпезарија, 1 мања учионица у приземљу и сала за физичко васпитање која је у веома лошем стању. Једна учионица се користи за предшколску групу. У школи има зборница за наставнике, кухиња за припрему хране за ученике.

## Издвојено одељење у Кукујевцима
Издвојено одељење у Кукујевцима је осмогодишња школа. за наставу се користе: 4 учионице, 1 кабинет за ТО и информатику. Сала за физичко васпитање је преко пута школе у згради МЗ Кукујевци . Једна учионица се користи за предшколску групу. У школи има зборница за наставнике, једна припремна просторија, библиотека, кухиња за припрему хране за ученике. 